# XZR系列
「《XZR》系列」（或「《Exile》系列」）是日本通訊網路開發的動作角色扮演遊戲系列，首作于1988年发行。

## 作品
- 《XZR Hakai no Gūzō》（エグザイル 破戒の偶像，1988年[1]）
- 《XZR II Kanketsu-hen》（エグザイルII 完結編，1988年[3]）
- 《Exile ~Toki no Hazame e~》（エグザイル ～時の挟間へ～，1991年[4]）
- 《Exile II ~Janen no Jisho~》（エグザイルII ～邪念の事象～，1992年[2]）

## 评价
IGN编辑Levi Buchanan将《Exile ~Toki no Hazame e~》评为Renovation Games（日本通訊網路的美国发行部门）10大游戏之一，称Genesis英文版翻译很糟，但这「基本不影响冒险本身的广度」（has little effect on the breadth of the adventure itself）。